# Georgemy Gonçalves
Georgemy Gonçalves (Americana, 15 agosto 1995) è un calciatore brasiliano, portiere del CSA.

## Carriera

### Club
Nella stagione 2015-2016 ha disputato 3 partite nella massima serie portoghese con l'Estoril Praia; successivamente è stato in rosa nel Cruzeiro, formazione della massima serie brasiliana; è poi tornato nella massima serie portoghese, al Vitória Guimarães.

### Nazionale
Nel 2015 è stato convocato dalla nazionale Under-20 brasiliana per disputare il Sudamericano Under-20 ed i Mondiali Under-20, nei quali la sua nazionale è stata finalista perdente contro i pari età della Serbia.